# فرودگاه کات نایف
فرودگاه کات نایف (به انگلیسی: Cut Knife Airport) یک فرودگاه همگانی است که یک باند فرود چمن دارد و طول باند آن ۱۲۱۹ متر است. این فرودگاه در کشور کانادا قرار دارد و در ارتفاع ۶۴۰ متری از سطح دریا واقع شده‌است.